# Novillars
Ne doit pas être confondu avec Novillard.
Novillars [nɔvilaʁ] est une commune française située dans le département du Doubs, la région culturelle et historique de Franche-Comté et la région administrative Bourgogne-Franche-Comté. Depuis l'élection municipale anticipée du 10 mars 2024, Lionel Philippe est maire de la commune.  

## Géographie

### Localisation
Novillars est un village situé le long du Doubs, à 12 km au nord-est de Besançon, en Franche-Comté.

### Communes limitrophes
Les communes limitrophes sont Amagney, Roche-lez-Beaupré, Vaire, Vaire-le-Petit et Vaire-Arcier.

### Hydrographie

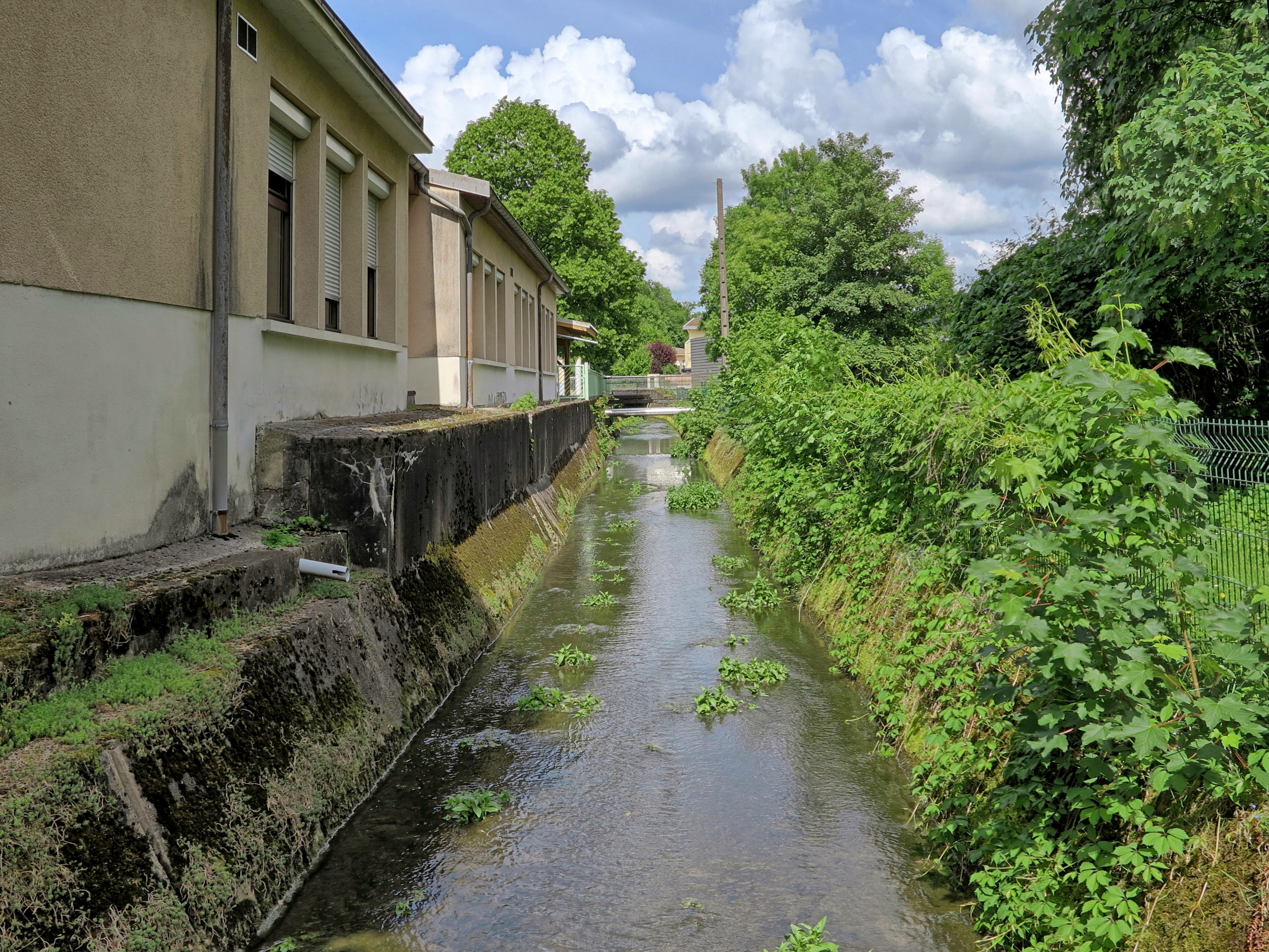
Le ruisseau des Longeaux canalisé dans le village.

La commune est traversée à l'est par le petit ruisseau des Longeaux qui vient se jeter dans le Doubs qui longe le territoire communal au sud.

### Climat
Pour des articles plus généraux, voir Climat de la Bourgogne-Franche-Comté et Climat du Doubs.
En 2010, le climat de la commune est de type climat de montagne, selon une étude du Centre national de la recherche scientifique s'appuyant sur une série de données couvrant la période 1971-2000. En 2020, Météo-France publie une typologie des climats de la France métropolitaine dans laquelle la commune est exposée à un climat semi-continental et est dans la région climatique Jura, caractérisée par une forte pluviométrie en toutes saisons (1 000 à 1 500 mm/an), des hivers rigoureux et un ensoleillement médiocre.
Pour la période 1971-2000, la température annuelle moyenne est de 10,9 °C, avec une amplitude thermique annuelle de 17,4 °C. Le cumul annuel moyen de précipitations est de 1 189 mm, avec 13 jours de précipitations en janvier et 9,9 jours en juillet. Pour la période 1991-2020, la température moyenne annuelle observée sur la station météorologique de Météo-France la plus proche, « Pouligney », sur la commune de Pouligney-Lusans à 7 km à vol d'oiseau, est de 10,9 °C et le cumul annuel moyen de précipitations est de 1 214,6 mm. 
La température maximale relevée sur cette station est de 40 °C, atteinte le 25 juillet 2019 ; la température minimale est de −23 °C, atteinte le 20 décembre 2009,,.
Les paramètres climatiques de la commune ont été estimés pour le milieu du siècle (2041-2070) selon différents scénarios d'émission de gaz à effet de serre à partir des nouvelles projections climatiques de référence DRIAS-2020. Ils sont consultables sur un site dédié publié par Météo-France en novembre 2022.

## Urbanisme

### Typologie
Au 1er janvier 2024, Novillars est catégorisée bourg rural, selon la nouvelle grille communale de densité à 7 niveaux définie par l'Insee en 2022.
Elle appartient à l'unité urbaine de Roche-lez-Beaupré, une agglomération intra-départementale dont elle est ville-centre,. Par ailleurs la commune fait partie de l'aire d'attraction de Besançon, dont elle est une commune de la couronne,. Cette aire, qui regroupe 310 communes, est catégorisée dans les aires de 200 000 à moins de 700 000 habitants,.

### Occupation des sols

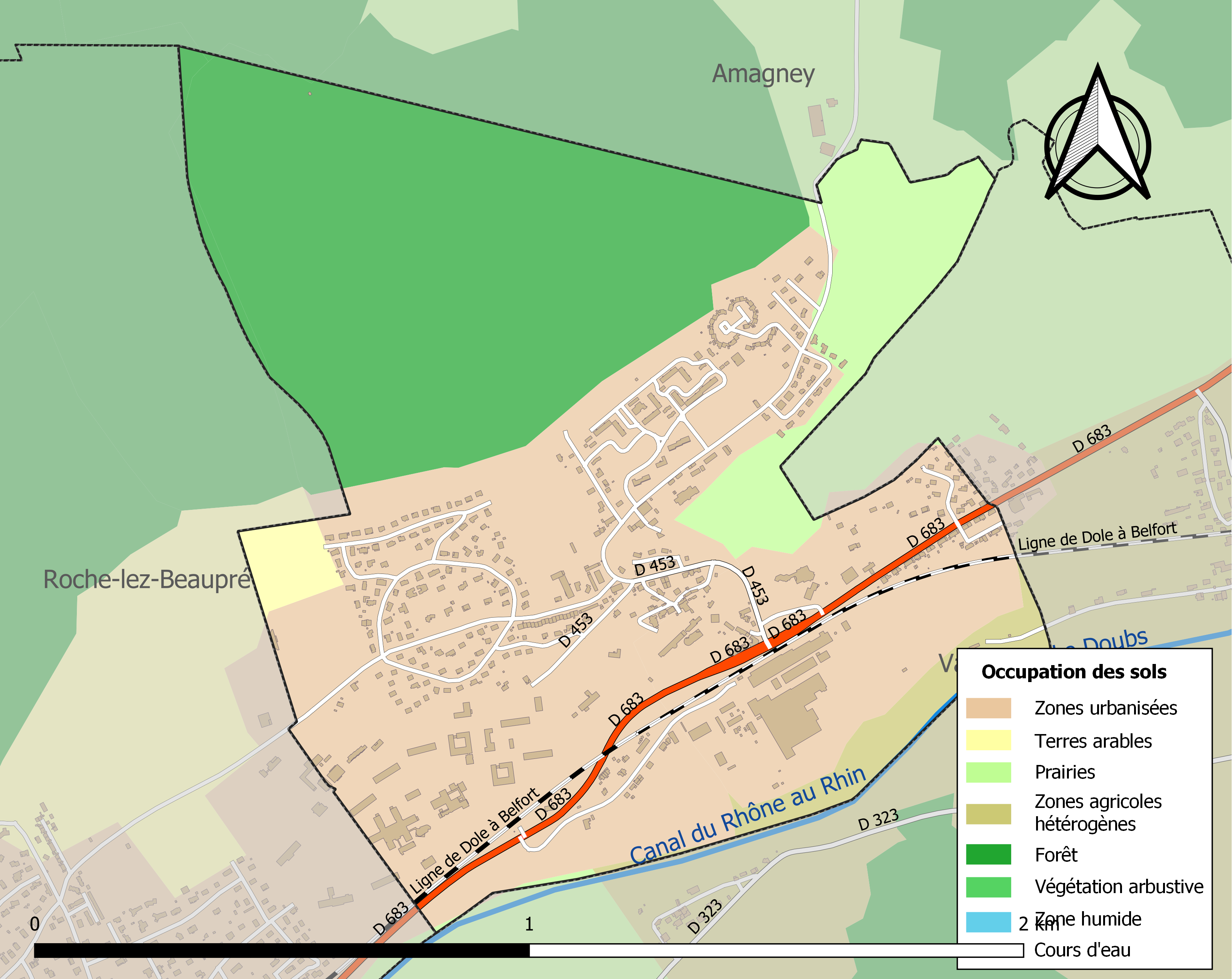
Carte des infrastructures et de l'occupation des sols de la commune en 2018 (CLC).

L'occupation des sols de la commune, telle qu'elle ressort de la base de données européenne d’occupation biophysique des sols Corine Land Cover (CLC), est marquée par l'importance des territoires artificialisés (53,3 % en 2018), en augmentation par rapport à 1990 (47,9 %). La répartition détaillée en 2018 est la suivante : 
zones urbanisées (38,8 %), forêts (32,6 %), zones industrielles ou commerciales et réseaux de communication (14,4 %), prairies (8,6 %), zones agricoles hétérogènes (4,2 %), terres arables (1,3 %). L'évolution de l’occupation des sols de la commune et de ses infrastructures peut être observée sur les différentes représentations cartographiques du territoire : la carte de Cassini (XVIIIe siècle), la carte d'état-major (1820-1866) et les cartes ou photos aériennes de l'IGN pour la période actuelle (1950 à aujourd'hui).

### Habitat et logement
En 2020, le nombre total de logements dans la commune était de 588, alors qu'il était de 591 en 2015 et de 556 en 2010.
Parmi ces logements, 93,1 % étaient des résidences principales, 0,2 % des résidences secondaires et 6,8 % des logements vacants. Ces logements étaient pour 57,1 % d'entre eux des maisons individuelles et pour 42,2 % des appartements.
Le tableau ci-dessous présente la typologie des logements à Novillars en 2020 en comparaison avec celle du Doubs et de la France entière. Une caractéristique marquante du parc de logements est ainsi une proportion de résidences secondaires et logements occasionnels (0,2 %) inférieure à celle du département (4,3 %) et à celle de la France entière (9,7 %). Concernant le statut d'occupation de ces logements, 57,1 % des habitants de la commune sont propriétaires de leur logement (51,2 % en 2015), contre 59,5 % pour le Doubs et 57,5 pour la France entière.
| Typologie                                               | Novillars | Doubs | France entière |
| ------------------------------------------------------- | --------- | ----- | -------------- |
| Résidences principales (en %)                           | 93,1      | 87,1  | 82,1           |
| Résidences secondaires et logements occasionnels (en %) | 0,2       | 4,3   | 9,7            |
| Logements vacants (en %)                                | 6,8       | 8,6   | 8,2            |

### Voies de communication et transports

#### Transport

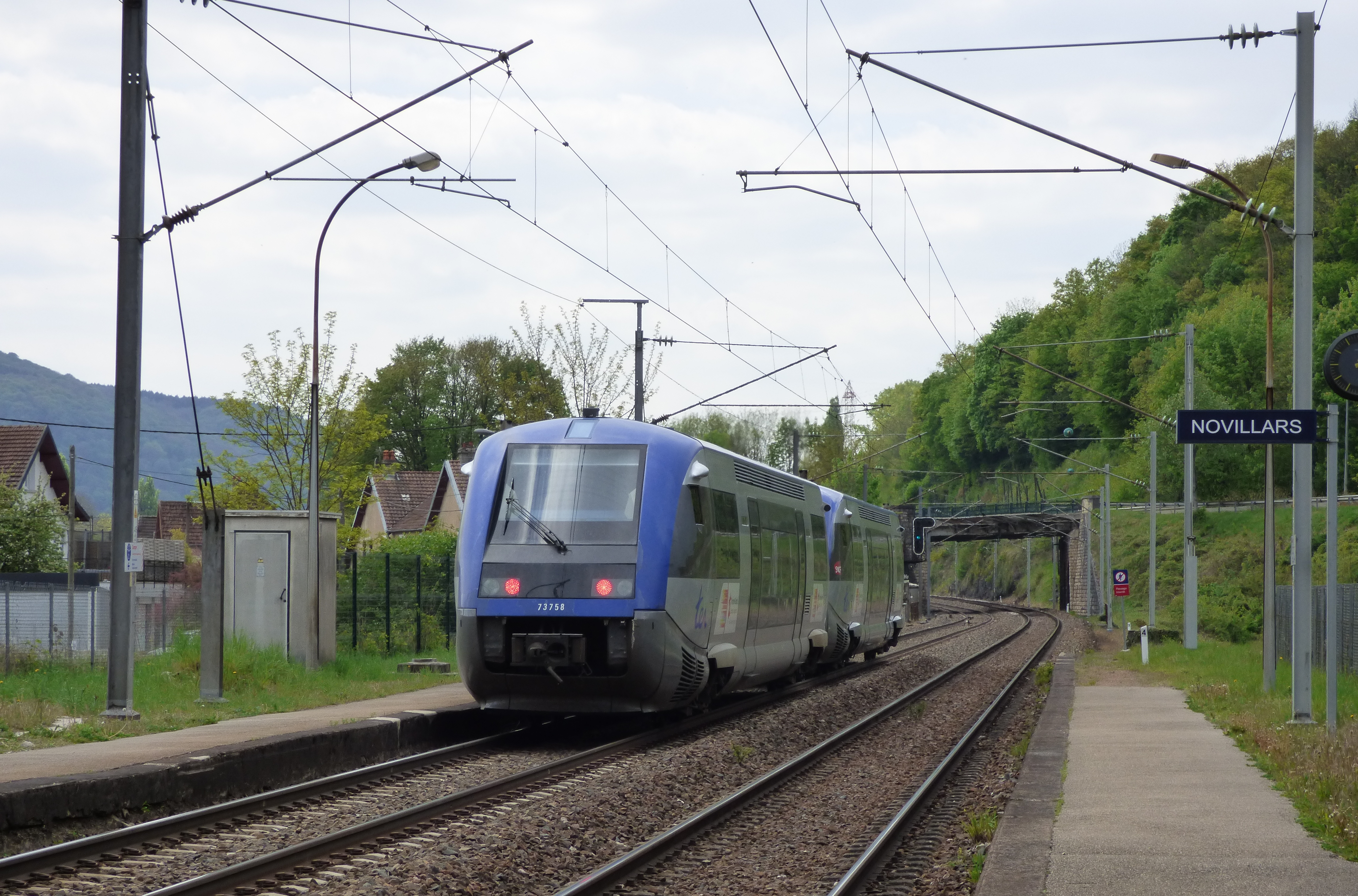
Train en gare.

La gare de Novillars, située sur la ligne de Dole-Ville à Belfort, est desservie  par des trains TER Bourgogne-Franche-Comté, effectuant des missions entre les gares de Besançon-Viotte et de Belfort, via Montbéliard.
La commune est également desservie par les lignes  73  et  74  du réseau de transport en commun Ginko.

## Toponymie
Nue veler en 1256 ; Noivelar en 1393 ; Neufvillars en 1586.

## Histoire
- Papeterie du Doubs. À la suite de la défaite de Sedan et de la perte de l'Alsace-Moselle, des Alsaciens s'expatrient : l'un d'eux, Jean-Baptiste Weibel (1849 - 1894) construit l'usine en 1883, provoquant un accroissement considérable de la population qui permet à Novillars de s'affranchir d'Amagney dès cette année-là sur le plan scolaire, et dix ans plus tard sur le plan spirituel[14]

## Politique et administration

### Rattachements administratifs et électoraux

#### Rattachements administratifs
La commune se trouve dans l'arrondissement de Besançon du département du Doubs.
Elle faisait partie depuis 1801 du canton de Marchaux. Dans le cadre du redécoupage cantonal de 2014 en France, cette circonscription administrative territoriale a disparu, et le canton n'est plus qu'une circonscription électorale.

#### Rattachements électoraux
Pour les élections départementales, la commune fait partie depuis 2014 du canton de Besançon-5
Pour l'élection des députés, elle fait partie de la deuxième circonscription du Doubs.

### Intercommunalité
Novillars est membre de Grand Besançon Métropole, un établissement public de coopération intercommunale (EPCI) à fiscalité propre créé en 1993 sous le statut de district puis transformé en communauté d'agglomération et devenu communauté urbaine en 2019  et auquel la commune a transféré un certain nombre de ses compétences, dans les conditions déterminées par le code général des collectivités territoriales.

### Liste des maires
| Période                                  | Période   | Identité         | Étiquette      | Qualité                                                                 |
| ---------------------------------------- | --------- | ---------------- | -------------- | ----------------------------------------------------------------------- |
| Les données manquantes sont à compléter. |           |                  |                |                                                                         |
|                                          |           |                  |                |                                                                         |
|                                          |           | Jean Pépin       | DVD            | Directeur de papèterie Conseiller général de Marchaux (1970 → 1976)     |
|                                          |           |                  |                |                                                                         |
| avant 1981                               |           | Gérard Bohin     | PCF            |                                                                         |
|                                          |           |                  |                |                                                                         |
| mars 1983                                | mars 2008 | Raymonde Bourlon | PS             |                                                                         |
| mars 2008                                | juin 2020 | Philippe Beluche | PS             | Retraité Fonction publique Conseiller général de Marchaux (2008 → 2015) |
| 2020                                     | juin 2024 | Bernard Louis    | Sans étiquette | Retraité de la fonction publique                                        |
| 10 mars 2024                             | 2026      | Lionel Philippe  | Sans étiquette |                                                                         |

## Équipements et services publics

### Santé
- Centre Hospitalier Spécialisé (CHS). Construit aux environs de 1968.

## Population et société
Les habitants de la commune se nomment les Novillarois et Novillaroises.

### Démographie
L'évolution du nombre d'habitants est connue à travers les recensements de la population effectués dans la commune depuis 1800. Pour les communes de moins de 10 000 habitants, une enquête de recensement portant sur toute la population est réalisée tous les cinq ans, les populations de référence des années intermédiaires étant quant à elles estimées par interpolation ou extrapolation. Pour la commune, le premier recensement exhaustif entrant dans le cadre du nouveau dispositif a été réalisé en 2006.

En 2022, la commune comptait 1 345 habitants, en évolution de −10,81 % par rapport à 2016 (Doubs : +1,88 %, France hors Mayotte : +2,11 %).
| 1800 | 1806 | 1821 | 1831 | 1836 | 1841 | 1846 | 1851 | 1856 |
| ---- | ---- | ---- | ---- | ---- | ---- | ---- | ---- | ---- |
| 67   | 80   | 80   | 80   | 85   | 76   | 70   | 83   | 76   |

| 1861 | 1866 | 1872 | 1876 | 1881 | 1886 | 1891 | 1896 | 1901 |
| ---- | ---- | ---- | ---- | ---- | ---- | ---- | ---- | ---- |
| 86   | 68   | 59   | 58   | 71   | 236  | 346  | 273  | 254  |

| 1906 | 1911 | 1921 | 1926 | 1931 | 1936 | 1946 | 1954 | 1962 |
| ---- | ---- | ---- | ---- | ---- | ---- | ---- | ---- | ---- |
| 289  | 288  | 288  | 564  | 574  | 501  | 396  | 518  | 564  |

| 1968 | 1975  | 1982  | 1990  | 1999  | 2006  | 2011  | 2016  | 2021  |
| ---- | ----- | ----- | ----- | ----- | ----- | ----- | ----- | ----- |
| 613  | 1 803 | 1 663 | 1 610 | 1 486 | 1 624 | 1 515 | 1 508 | 1 396 |

| 2022  | - | - | - | - | - | - | - | - |
| ----- | - | - | - | - | - | - | - | - |
| 1 345 | - | - | - | - | - | - | - | - |

## Culture locale et patrimoine

### Lieux et monuments
- Château. Il remplace un château féodal édifié au XIIIe siècle par une branche latérale des seigneurs de Cicon. Adrien Jouffroy fait l'acquisition de la seigneurie en 1506 et sa famille restaure le bâtiment en 1685 et 1715. Remanié à nouveau en 1884 par le nouvel acquéreur, la famille Broch d'Hotelans[14], il est actuellement occupé par un foyer de vie - " Solidarité Doubs Handicap ".
- Église du Sacré-Cœur

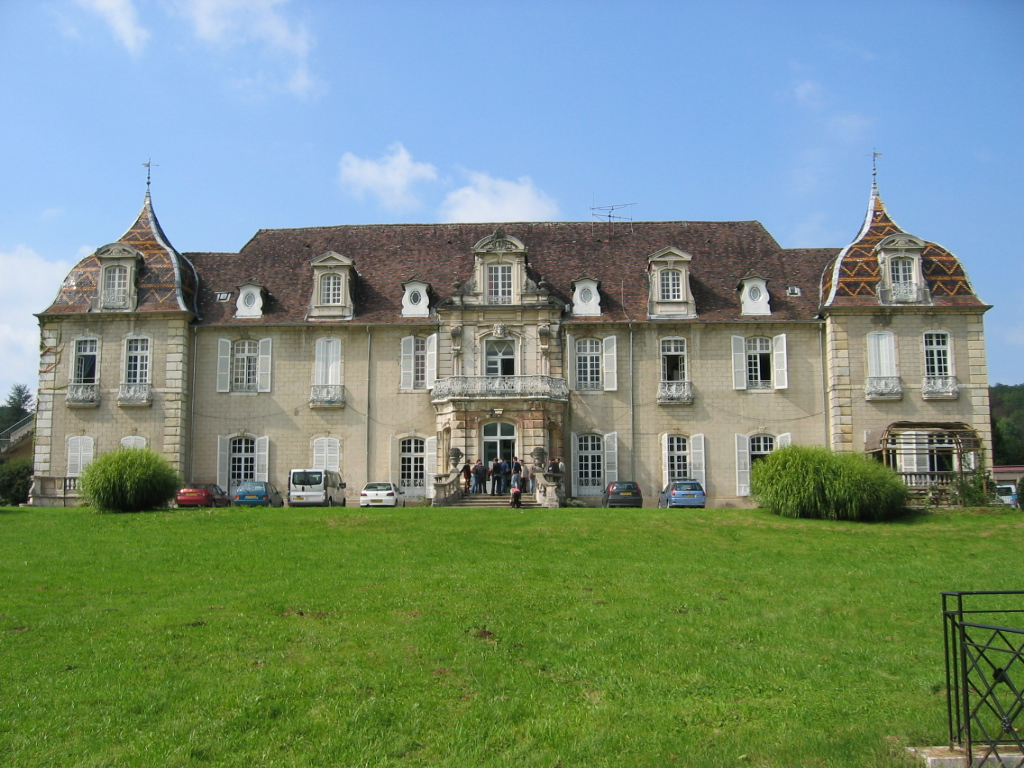
Façade...
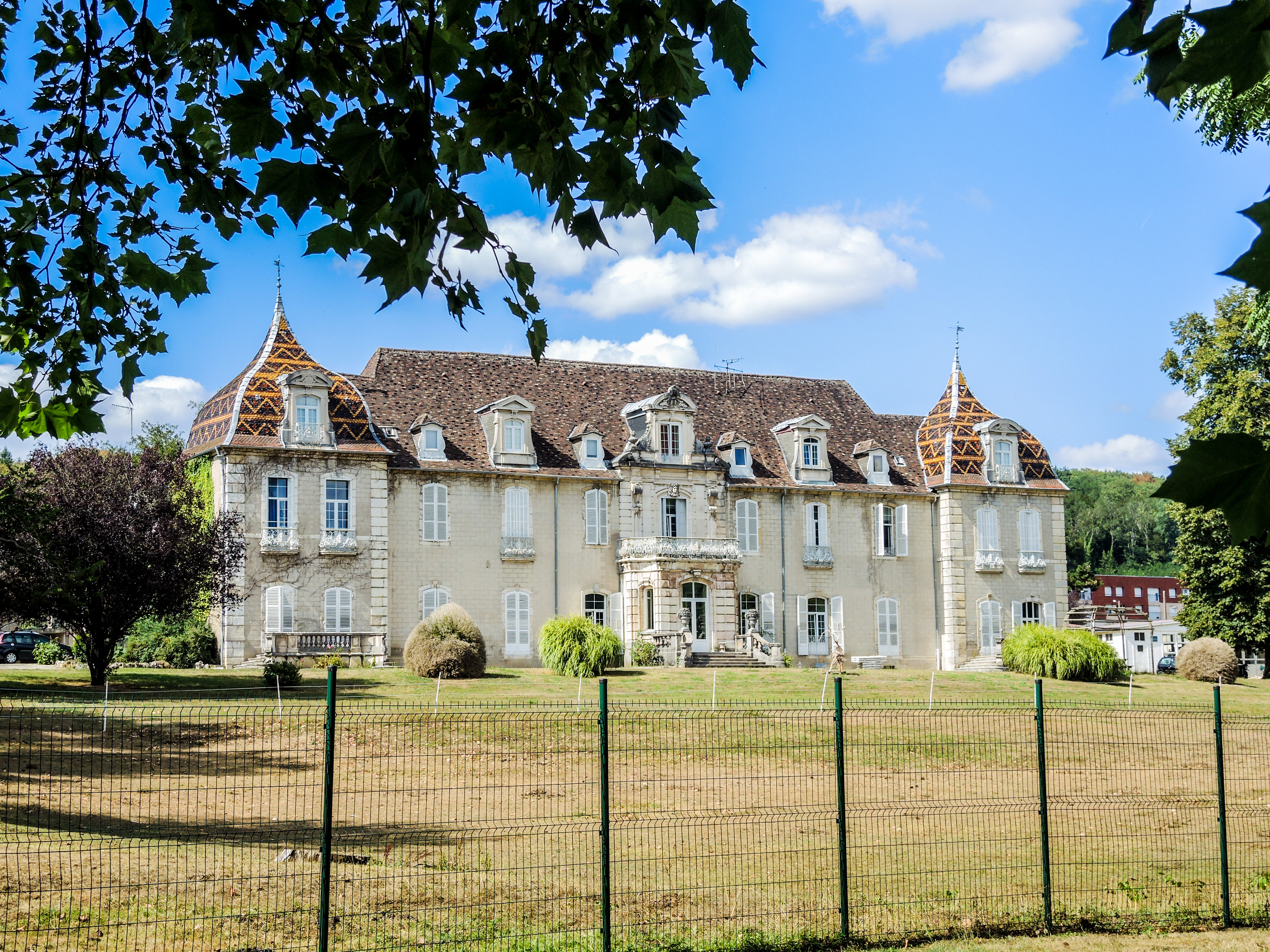
.. et arrière du château.
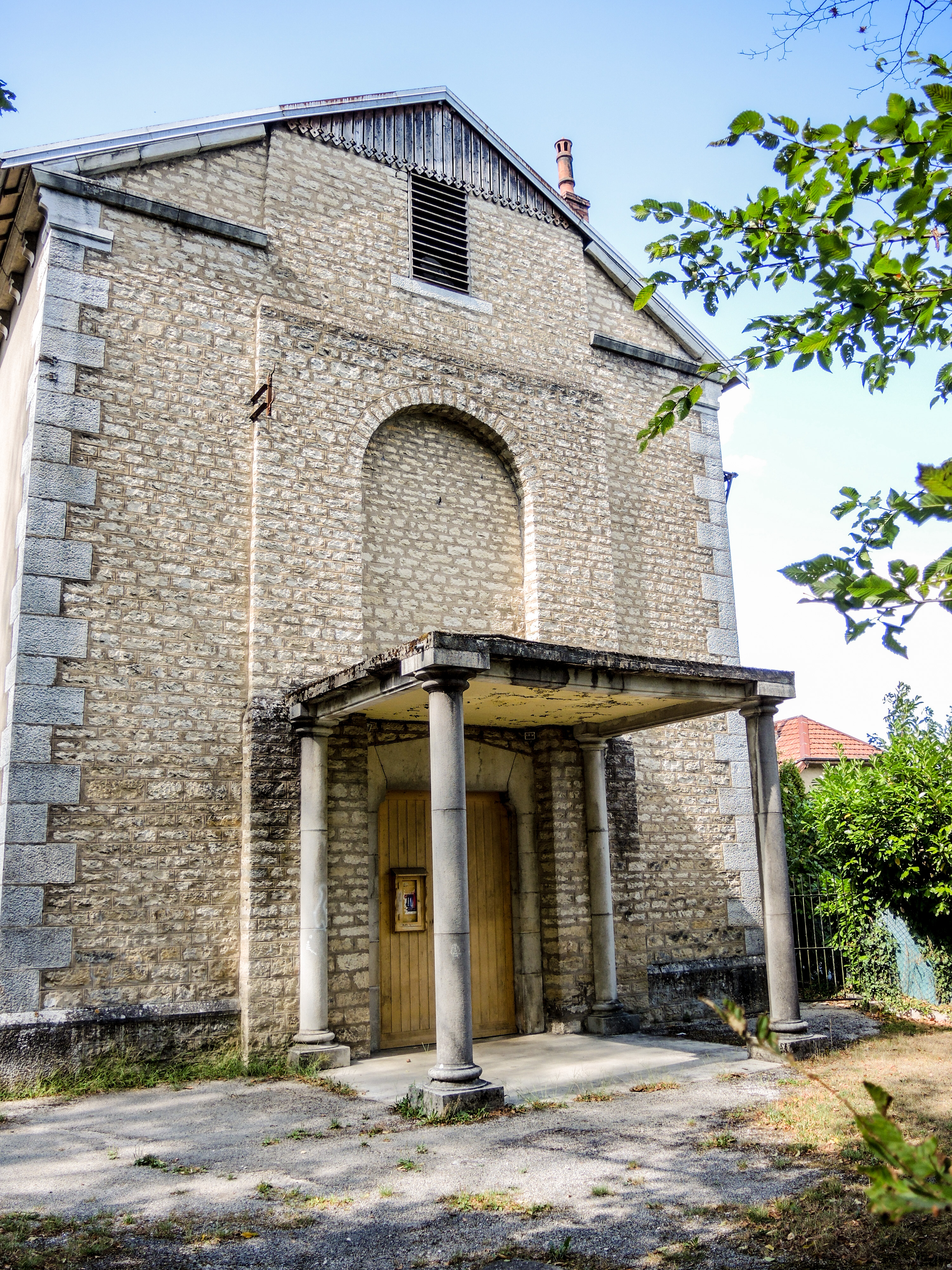
Façade...
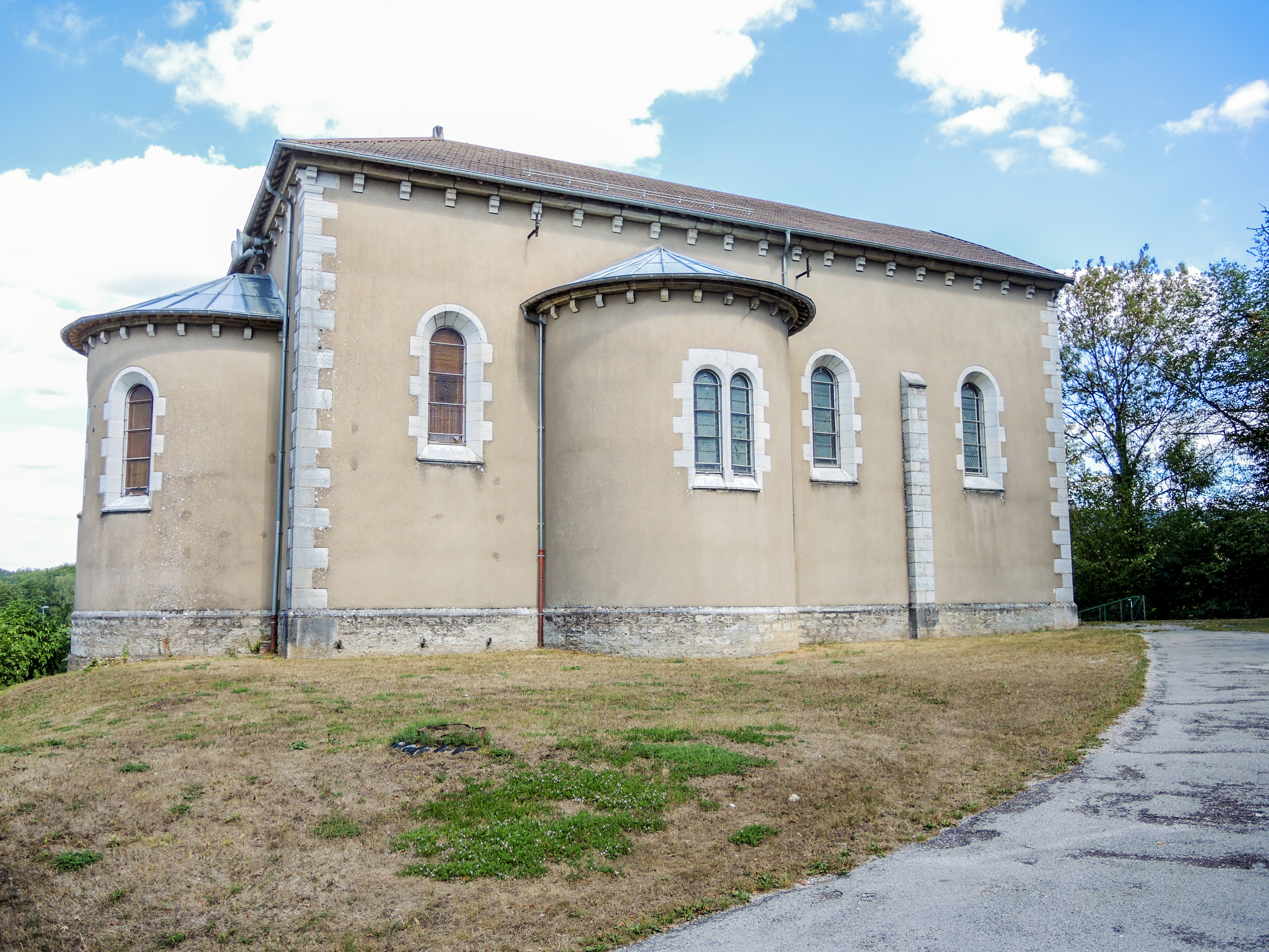
... et coté de l'église

### Héraldique
| Blason de Novillars | Blason  | Mi-parti : au 1er de gueules à un caducée d'or adextré d'un parchemin enroulé et lié du même et posé en bande, au 2d d'or au château du lieu de gueules, ouvert et ajouré de sable.                                                                                             |
| Blason de Novillars | Détails | Le caducée renvoie à l'implantation des structures médicales et sociales, le parchemin rappelle la vocation papetière du village et enfin le chateau est celui de la commune. Blason et héraldique réalisés par Eric Bureau - Validé par le conseil municipal en novembre 2020. |

## Pour approfondir